# Kapitalflykt
Kapitalflykt är en pejorativ term för när kapital eller tillgångar förflyttas från en jurisdiktion till en annan. Flykten följs vanligtvis av en kraftig nedgång i växelkursen för det drabbade landet, vilket vanligtvis tvingar länder devalvera eller tvingas byta till en fast växelkurs.